# كريل أعزل
ايفوزي أعزل أو كريل أعزل (الاسم العلمي: Thysanoessa inermis) هو نوع من الحيوانات البحرية يتبع جنس ايفوزي مهدب من فصيلة الايفوزية.